# The Curse of Blondie
The Curse of Blondie je osmé studiové album americké skupiny Blondie. Vydáno bylo v říjnu 2003 společností Sanctuary Records Group a jeho producentem byl Steve Thompson (výjimkou je jedna píseň, kterou produkoval Jeff Bova). V Britské albové hitparádě se umístilo na 36. příčce. Jediným singlem z alba byla píseň „Good Boys“.

## Seznam skladeb
1. Shakedown – 5:05
2. Good Boys – 4:18
3. Undone – 4:28
4. Golden Rod – 5:23
5. Rules for Living – 5:12
6. Background Melody (The Only One) – 3:54
7. Magic (Asadoya Yunta) – 4:05
8. End to End – 3:59
9. Hello Joe – 4:06
10. The Tingler – 3:52
11. Last One in the World – 4:31
12. Diamond Bridge – 4:07
13. Desire Brings Me Back – 5:31

## Obsazení
Blondie
- Debbie Harry
- Chris Stein
- Jimmy Destri
- Clem Burke

Ostatní hudebníci
- Jimi K. Bones
- Paul Carbonara
- Gretchen Langheld
- Frank Pagaro
- Leigh Foxx
- James Mazlen